# موش (أغنية)
Mosh تنطق (موش) هي اغنية سياسية و دعاية تم كتابتها و غنائها من قبل الرابر امينم. الأغنية بشكل عام تنتقد وتحرض المواطنون ضد
الرئيس الأمريكي السابق، جورج بوش. تم نشر الأغنية عام 2004 في السادس و العشرين من أكتوبر، تعتبر الأغنية مستخرجة من ألبومه الناجح إنكوور.
وكان مدربه دكتور دري dr.dre وهو أسس مغني الراب مثل ففتي سنت و سنوب دوغ